# Hertogdom
Een hertogdom was het gebied dat bestuurd werd door een hertog. De titel kwam oorspronkelijk vooral in het Frankische Rijk voor. De hertog (dux) oefende een provinciaal bestuur uit, direct onder de koning. Een hertogdom bestond oorspronkelijk uit een aantal graafschappen. In de nieuwe tijd werd de titel hertogdom verbonden aan een heerlijkheid met hoge rang, zonder soevereiniteit.

## De ontwikkeling in Duitsland

### Het oudere stamhertogdom
De stamhertogdommen vonden hun oorsprong bij de Merovingen. Deze hertogen hadden vooral militaire taken en hun gebied omvatte meerdere graafschappen. In de provincies ten oosten van de Rijn wisten de hertogen zich vrij zelfstandig te maken van de koning. De koningen Pepijn en Karel de Grote maakten een eind aan deze situatie en lijfden de stamhertogdommen weer in bij hun rijk. 

### Het jongere stamhertogdom
Tijdens het verval van het Karolingische Rijk onder de opvolgers van Karel de Grote wisten bepaalde vorsten in Duitsland in de strijd tegen de buurvolken (Noormannen, Slaven en Hongaren) de jongere stamhertogdommen te stichten. De ontwikkelingen van de hertogdommen in Frankrijk (7 titels) en Italië liepen anders. 
De stamhertogdommen waren:
- hertogdom Franken
- hertogdom Beieren
- hertogdom Saksen
- hertogdom Zwaben

Hoewel eigenlijk geen stamhertogdom wordt als vijfde vaak beschouwd het: 
- hertogdom Lotharingen

### Nieuwe hertogdommen ontstaan uit de stamhertogdommen
Vanaf de tiende eeuw ontstonden er in het Heilige Roomse Rijk nieuwe hertogdommen door deling van de bestaande hertogdommen.
Van Beieren werden uiteindelijk direct of indirect afgesplitst:
- hertogdom Karinthië (976)
- hertogdom Oostenrijk (1156)
- hertogdom Stiermarken (1180)
- hertogdom Meranië (1180)

Lotharingen werd in 959 verdeeld in:
- hertogdom Opper-Lotharingen, later weer Lotharingen genoemd
- hertogdom Neder-Lotharingen, waarvan de titel later overging op:
  - hertogdom Brabant en het
  - hertogdom Limburg

Saksen werd in 1180 verdeeld, waardoor ontstonden
- hertogdom Westfalen (West-Saksen) verbonden met het keurvorstendom Keulen
- hertogdom Engern (Midden-Saksen, in de praktijk slechts een titel)
- hertogdom Brunswijk en Lüneburg (1235)
- hertogdom Saksen-Lauenburg (Kortweg Lauenburg)

Van Franken wordt in 1168 een hertogdom Oost-Franken ten gunste van het prinsbisdom Würzburg gevormd.
Vanuit Zwaben ontstonden:
- hertogdom Zähringen (1098)
- hertogdom Teck (1187)

### Hertogdommen in de oorspronkelijk Slavische gebieden
Na de uitbreiding van het Heilige Roomse Rijk ten oosten van de Elbe gingen de hier heersende vorsten de titel hertog voeren 
- hertogdom Pommeren
- hertogdom Bohemen (later koninkrijk)
- hertogdom Silezië
- hertogdom Mecklenburg (1347)

### Hertogdommen ontstaan door rangsverhoging
De keizers verhieven sinds de late middeleeuwen een aantal rijksvorsten uit dankbaarheid voor hun verdienste of tegen betaling tot de hertogelijke waardigheid. De meeste hertogdommen lagen in het gebied van de Beneden-Rijn.
- 1339: hertogdom Gelre
- 1354: hertogdom Luxemburg
- 1356: hertogdom Gulik
- 1380: hertogdom Berg
- 1416; hertogdom Savoye
- 1417: hertogdom Kleef
- 1474: hertogdom Holstein
- 1495: hertogdom Württemberg
- 1644: hertogdom Arenberg
- 1773: hertogdom Oldenburg
- 1806: hertogdom Anhalt-Bernburg

### Hertogdommen ontstaan door de secularisatie van geestelijke vorstendommen
In 1525 maakte de laatste grootmeester van de Duitse Orde van zijn ordenstaat het hertogdom Pruisen
In de vrede van Westfalen van 1648 werden de aartsbisdommen Bremen en Maagdenburg in wereldlijke hertogdommen veranderd.
Ten gevolge van de Reichsdeputationshauptschluss van 1803 werd het prinsaartsbisdom Salzburg uiteindelijk in 1849 omgezet in een hertogdom.

### Hertogdommen ontstaan tijdensRijnbond
De Rijnbondakte stelde in 1806 in:
- hertogdom Nassau

Bij de toetreding tot de Rijnbond in 1807 volgden:
- hertogdom Anhalt-Dessau
- hertogdom Anhalt-Köthen

## Hertogdommen in Frankrijk
De oorspronkelijke hertogdommen hebben in de loop der eeuwen hun zelfstandigheid verloren en zijn provincie geworden.
- hertogdom Francia
- hertogdom Normandië
- hertogdom Bretagne
- hertogdom Bourgondië
- hertogdom Aquitanië (later Guyenne genoemd)
- hertogdom Gascogne

Later werden er hertogdommen ingesteld voor zijtakken van het koninklijk huis.

## Hertogdommen in Italië
De Longobarden hadden de volgende hertogdommen:
- Friuli
- Trente
- Spoleto
- Benevento